# Schleuse
La Schleuse /ˈʃlɔɪ̯zə/ è un fiume tedesco che scorre nella Turingia e sfocia nel Werra dopo aver percorso, dalla sorgente, poco più di 34 km.

## Corso
Numerosi piccoli corsi d'acqua, nascenti dal Großer Dreiherrnstein, concorrono a formare inizialmente la Schleuse ed il più importante di questi prende il nome di Böse Schleuse. Il fiume si dirige inizialmente verso sud, alimentando il lago artificiale originato dalla diga di Schönbrun, poi verso sud-ovest raggiungendo Nahetal-Waldau. Ai confini Schleusingen, le cui frazioni di Ratscher e Rappelsdorf sono da essa attraversate, alimenta un altro bacino artificiale creato dallo sbarramento di Ratscher. Dopo altri otto chilometri raggiunge Kloster Veßra, ove si getta nelle acque del fiume Werra.

### Affluenti
| Nome        | Subaffluente di (lato) | Lunghezza [km] | Bacino [km²] | Altezza dello sfocio [m.] | Località dello sfocio                              |
| ----------- | ---------------------- | -------------- | ------------ | ------------------------- | -------------------------------------------------- |
| Erle        | Nahe (dx)              | 14,2           |              | 374                       | Schleusingen                                       |
| Breitenbach | Erle (sx)              | 9,1            |              |                           | St. Kilian                                         |
| Vesser      | Breitenbach (sx)       | 10,5           |              |                           | St. Kilian-Breitenbach                             |
| Nahe        | Schleuse (dx)          | 21,5           | 123,0        | 124,9                     | Schleusingen                                       |
| Trenkbach   | Schleuse (dx)          | 3,5            |              |                           | appena al di sopra dello Sbarramento di Schönbrunn |
| Gabel       | Schleuse (sx)          | 3,9            |              |                           | Sbarramento di Schönbrunn                          |
| Tanne       | Schleuse (sx)          | 6,8            |              |                           | Sbarramento di Schönbrunn                          |
| Neubrunn    | Schleuse (sx)          | 6,2            | 16,1         | 34,6                      | Schleusegrund- Schönbrunn                          |
| Biber       | Schleuse (sx)          | 11,9           | 26,4         | 60,3                      | Schleusegrund-Engenau                              |
| Wiedersbach | Schleuse (sx)          | 4,1            | 14,9         | 101,0                     | Sbarramento di Ratscher                            |